# 小行星3261
小行星3261（3261 Tvardovskij）是一颗围绕太阳公转的小行星。1979年9月22日，尼古拉·切爾尼赫在克里米亚发现了此天体。
該小行星以蘇聯詩人亞歷山大·特瓦爾多夫斯基命名。
这颗小行星的绝对星等为181.3235148428919等。